# Notesthes
Notesthes is een monotypisch geslacht van straalvinnige vissen uit de familie van de napoleonvissen (Tetrarogidae).

## Soort
- Notesthes robusta (Günther, 1860)